# Joseph Louis Gay-Lussac
Joseph Louis Gay-Lussac, francoski fizik in kemik, * 6. december 1778, Saint-Léonard-de-Noblat, Haute Vienne, Francija, † 10. maj 1850, Pariz, Francija.

## Življenje in delo
Gay-Lussac je bil eden prvih znanstvenikov, ki je svoje magnetne in atmosferske meritve opravil z letečim balonom, in sicer nad Parizom leta 1804. V glavnem se ga spominjamo zaradi njegovega dela, povezanega z lastnostmi plinov. Leta 1802 je ponovno obudil zakon o raztezanju plinov, ki ga je prvi leta 1787 predlagal Charles. Pri stalnem tlaku je temperatura po definiciji sorazmerna s prostornino, kar nekateri imenujejo Charlesov zakon (Gay-Lussacov zakon):
{\displaystyle {\frac {V}{T}}={\frac {V'}{T'}}\!\,.}
Pri stalni prostornini sledi iz splošne plinske enačbe Amontonsov zakon:
{\displaystyle {\frac {p}{T}}={\frac {p'}{T'}}\!\,.}
Gay-Lussac skupaj z Davyjem velja za odkritelja bora (1808).